# ディスコード・レコード
ディスコード・レコード（Dischord Records）は、アメリカ合衆国ワシントンD.C.のインディー・レコードレーベルである。1980年に、高校生バンドであったティーン・アイドルズが活動記念のEP盤を出した収益でワシントンD.C.周辺の知り合いのパンクバンドのレコードを製作するレーベルとして立ち上げ。USハードコアの重要な中心の一つとしてD.C.をアメリカ全土のアンダーグラウンドに知らしめた後、1980年代末以降はフガジを擁しUSインディー・シーンを代表する最重要レーベルの一つとして世界的に影響をもつようになったが、ワシントンD.C.周辺の知り合いのバンドのみをリリースするという原則は25年以上にわたって貫かれている。配給は、ジョン・ローダー（1946-2005）の個人レーベルであった英サザン・レコード。

## 経緯
ティーン・アイドルズの解散後、宗教上の理由で音楽活動をやめたメンバーを除く、イアン・マッケイ、ジェフ・ネルソン、ネイザン・ストレイチェクの3人は、バンドの貯金600ドルを投じた自主制作盤EPの資金が回収できた段階で他のD.C.地域のハードコア・バンドのレコードを自主製作することを決める。当面の目標は、マッケイとネルソンがはじめたマイナー・スレットの音源製作であったが、マッケイの友人であったヘンリー・ガーフィールドは、Voのライル・プレスラーをG担当としてマイナー・スレットに引き抜かれたThe Extortsに参加しステート・オブ・アラートを結成、自分の貯金を投じてディスコード・レコード#2となるEP盤をリリースする。1981年にはこのほか、マイナー・スレットのEP２作品、ストレイチェクのユース・ブリゲード、ジョン・スタッブのGIsと、計EP５作品のリリースとなるが、ガーフィールドはブラック・フラッグに参加、親のヴァンを無断借用して計画したUSツアーの頓挫の後マイナースレットは解散、ハードコア・コミュニティーの拠点とすべく郊外のディスコード・ハウスに移り住んだマッケイ・ネルソンと次第に疎遠になったストレイチェクのユース・ブリゲードは活動停止と、1982年を迎えるまで生き残ったバンドはGIsのみであった。
しかし、これらのリリースはアメリカ各地のパンク・コミュニティーで大きな反響を呼び、マイナー・スレットのスピードのある確かな演奏とともに、ストレート・エッジのスローガンや手の甲のX印のアイコンが、同世代のハードコア・パンクのアイデンティティーとして、口コミやファンジンを通して広がっていくことになった。1982年早々に出されたDCバンドのサンプラー Flex Your Head は１週間で最初の4000枚のプレスを完売し、年内さらに２回の追加プレスが必要になった。進学先のシカゴで自分たちがDC外でも認められていることに気づいたプレスラーは、バンドに将来を託すべく大学を辞めてDCに戻り、夏にはマイナー・スレットを再結成する。新生マイナー・スレットは1982年と1983年に自前のヴァンで全米ツアーを行い、アメリカ各地のハードコア・バンドと交流しながらDCハードコアの名声を高め、GI（ガバンメント・イシューと改称）、スクリーム（後にデイヴ・グロールも在籍）、マージナル・マンといったバンドも後に続く。
このような全米での注目は、DC発の新しい文化として地元でも大きく報道され、ハードコア・ライブは盛況を極める。しかし、このハードコア・シーンの規模の拡大の結果、マッケイが理想としたバンドとオーディエンスの垣根のないパンク・コミュニティーは実現が困難となり、プロ・ミュージシャンを志向するプレスラー、ブライアン・ベイカーや、ビジネスとしてのディスコードの運営を憂慮するネルソンら、メンバー間の亀裂が深まる中、1983年夏にマイナー・スレットは解散する。方向性を見失ったディスコードも、ほとんど新リリースのない状態となるが、一方でレコード受注は激増してマッケイとネルソンはディスコード運営の専従となる。SST、英ラフ・トレードといった大手インディー・レーベルからの支援申し出が相次ぐ中、マッケイとネルソンは、パンク共同体的思想でDC郊外の若いパンクに影響を広げたクラスのレーベル実務を担当していた英サザン・レコードとの提携を選び、この関係が20年以上にわたって継続することになる。
1985年、ディスコードの実務に参加していたエイミー・ピカリングのアイデア「革命の夏」は、ライツ・オブ・スプリングやビーフイーターといった音楽的革新性を重視するディスコード周辺のバンドの共感を呼び、音楽を通じたDIY的社会改革運動を目指す団体Positive Force DCと連携した「シーンの中のシーン作り」という新たな方向性をディスコードに提供することになった。イアン・マッケイは、エンブレイスを経てやがてライツ・オブ・スプリングのメンバーと合流したフガジを結成し、1987年から2002年までDIY思想と反商業主義を実践したライブ・ツアーでほとんど間断なく世界各地を回る活動を続ける。ネルソンは、ジャケットやポスターのデザインを通じて運動に参加し、ディスコード周辺では、ディスコード・ハウスに続くグループ・ハウスを中心とした活動が活発化、やがて全米的な規模のRiot Grrrl運動につながる女性によるシーン作りなど、実験性に富む多彩なアンダーグラウンド活動が繰り広げられた。
このようなアンダーグラウンド活動は、1990年代初頭の「オルタナ」ブームでメインストリームのメディアでも取り上げられ、口コミだけで10万枚以上のアルバムセールスを記録したフガジのメジャー契約やディスコード・レーベルの買収が取り沙汰されるようになる。イアン・マッケイは、ジョーボックスやシャダー・トゥー・シンクといったディスコード・バンドのメジャー契約では各バンドの自己決定を尊重し、また、ソニックユースなどメジャー・アーティストとの個人的な関係に基づく音楽活動には積極的なものの、自らはインディー・レーベルとしてのディスコードを堅持し、大手商業メディアのインタビューには応じないといった原則にのっとる活動を継続した。
2002年のフガジの活動休止後、メンバーの個人的なプロジェクトや、20周年記念盤以降、需要の増している旧譜やライブのリマスターを含む再発といった活動を除けば、新しいバンドのリリースは減っている。公式ウェッブページでのマッケイのコメントでは、レーベルはDCのコミュニティーとともに存続するものであり、DCのパンク・コミュニティーが完全に活動をやめればディスコードも活動を停止するとしているが、同時に、ディスコードのバンドを聞いて育った世代の音楽もレーベルとしてリリースすることを明言している。

## ネットワーク
ディスコードは、DCの地域レーベルと自らを性格づけており、DC以外のバンドをリリースしないが、共同制作という形で他地域の自主レーベルと関係を保ったケースも多い。オハイオ州のファンジン、タッチ・アンド・ゴーのレーベル設立に当たっては、1981年のネクロス（後にレーベルを引き継ぐコリー・ラスクが在籍）の２枚目のEPを共同制作している。創設者テスコ・ヴィーらはDCハードコアの初期からのファンで、レーベルを残して1984年には自らのパロディーバンド、ミートメンの本拠をDCに移すほどの交流ぶりであった。ボストン・ハードコアの中核となるSS Decontrolのレーベル、X-Claimも、1982年にディスコードとの共同リリースという形で立ち上げている。共同リリースはないが、後にサブ・ポップを立ち上げるオリンピアのファンジンのブルース・パヴィットは、ディスコード初期のメタリックなバンド、ヴォイドを絶賛し、また、サーストン・ムーア（ソニック・ユース）は、同じく初期にDC周辺のみで活動したフェイスのライブをもっとも印象に残ったライブの一つとして挙げている。Kレコードを後に主催するキャルヴィン・ジョンソンは、当時実家がDC近郊で、マイナー・スレットの初ライブを目撃しているが、レーベルとしてのKとディスコードの交流は80年代後半からのようである。
DCの他の自主レーベルや、ディスコードの各バンドの立ち上げたレーベルとの共同リリースも多い。初期には単にディスコードの名義貸し的なケースもあるが、マッケイの妹アマンダが設立に関わった年下世代のバンドをリリースするSammichやSlowdime、ジョーボックスのDeSoto、ガイ・ピチョトー（フガジ）のPeterbiltなど、「ディスコード系」とされるレーベルも多い。マッケイとの音楽的関心の食い違いが目立ちはじめてから、ネルソンは自身のレーベルAdult Swimを立ち上げている。

## 主なアーティスト
- Antelope
- The Aquarium
- Beauty Pill
- Black Eyes
- Dag Nasty
- Edie Sedgwick
- Embrace
- The Faith
- Faraquet
- French Toast
- Fugazi (フガジ)
- Government Issue
- Gray Matter
- Iron Cross
- Jawbox
- Lungfish
- Marginal Man
- Minor Threat (マイナー・スレット)
- Nation of Ulysses
- Q and Not U
- Rites of Spring
- Scream
- Shudder to Think
- Soulside
- S.O.A.
- the Teen Idles
- Title Tracks
- Void